# I Am Woman (película)
I Am Woman ("Soy Mujer") es una película biográfica australiana de 2019 sobre la cantante icono del feminismo Helen Reddy, dirigida y producida por Unjoo Moon, a partir de un guion de Emma Jensen. Tilda Cobham-Hervey interpreta a Reddy junto a Evan Peters, como su esposo y mánager Jeff Wald, y Danielle Macdonald como la compositora de rock Lilian Roxon.

## Sinopsis
En 1966 y tras haber ganado un concurso de talento musical en su país natal, Australia, Helen Reddy llega a la ciudad de Nueva York para grabar un álbum. Se reúne con el sello discográfico, pero este incumple el acuerdo, dejándola abandonada con su hija Traci, de tres años. Sola y necesitada de dinero, Reddy empieza a cantar en pequeños clubes nocturnos y busca a su vieja amiga, la periodista de rock Lilian Roxon. En una fiesta ofrecida por Roxon, Reddy conoce al agente de talentos Jeff Wald. Reddy y Wald empiezan a salir y Wald la acepta como clienta. Se casan y se mudan a Los Ángeles, ciudad que, según Wald, les ofrecerá más oportunidades para sus respectivas carreras.
Al principio, Wald tuvo poco éxito promocionando a su esposa, ya que las discográficas favorecían a los grupos masculinos. Las insistentes llamadas de Wald a Capitol Records le dieron a Reddy la oportunidad de grabar un sencillo. Wald reclutó a familiares y amigos para que le ayudaran a promocionar la maqueta, solicitándola en las radios, y pronto la cara B, una versión de " I Don't Know How to Love Him ", se convirtió en el primer éxito de Reddy. Compraron una casa mucho más grande y comenzaron a disfrutar del estilo de vida hollywoodense, mientras Wald se hizo adicto a la cocaína.
Reddy se interesa por el floreciente movimiento feminista, lo que la inspira a escribir "I Am Woman" (Soy mujer). 
Tras un largo día, Helen Reddy acababa de acostar a su hija —una tarea familiar y mundana para esta madre soltera y aspirante a cantante— cuando la inspiró. Corrió al escritorio de su hija, sacó un bloc de notas y escribió sin dudarlo: «Soy fuerte. Soy invencible». Estas palabras de afirmación se convertirían más tarde en la letra de su éxito «I Am Woman», que se convirtió en un himno no oficial del movimiento por los derechos de las mujeres de la década de 1970.
Aunque los ejecutivos discográficos consideran la canción "agria" y "anti-masculina", Wald anima a Reddy a añadirla al fondo de su repertorio de conciertos. Pronto, se convierte en su mayor éxito y en un himno feminista.
En pocos años, Reddy consigue ocho sencillos número uno en la música contemporánea para adultos en Estados Unidos, además de su propio programa de televisión y residencia en Las Vegas. Sin embargo, las presiones de la industria afectan su matrimonio. Una vez más, Reddy busca el apoyo de Roxon, solo para descubrir que su amiga se encuentra mal de salud. Cuando Roxon fallece de asma, Reddy intenta cancelar sus próximos conciertos, pero Wald insiste en que cumpla con sus compromisos.
Tras un exitoso espectáculo, Reddy encuentra a su marido entre bastidores, bajo los efectos de la cocaína y agrediendo al personal de la discográfica. Abrumada por la conmoción y el agotamiento, Reddy se desploma y despierta en urgencias para descubrir que la Enmienda de Igualdad de Derechos, un pilar fundamental del feminismo, ha sido derrotada. Al regresar a casa, descubre que ella y Wald están muy endeudados, de lo que Wald culpa a su contable. Se divorcian, venden la casa y Reddy se retira del mundo del espectáculo a principios de los ochenta.
En 1989, su hija Traci se acerca a ella para que actúe en una manifestación feminista en Washington D. C. Reddy se niega al principio, pero la película termina con ella interpretando "I Am Woman" en el National Mall (Explanada Nacional de Washington D. C.), con miles de sus compañeras activistas cantando junto a ella.

## Elenco
- Tilda Cobham-Hervey como Helen Reddy
- Evan Peters como Jeff Wald
- Danielle Macdonald como Lilian Roxon
- Molly Broadstock como Traci
  - Coco Greenstone como la joven Traci
- Chris Parnell como Artie Mogull
- Jordan Raskopoulos como George Sylvia
- Matty Cardarople como Roy Meyer
- Liam Douglas como Jordan
- Chelsea Cullen como la voz de Helen Reddy en las canciones

## Producción
La australiana de origen coreano Unjoo Moon conoció a Reddy en un evento de "G'Day Australia" en Los Ángeles en 2013 y se sorprendió al descubrir que su historia personal, tan entrelazada con el movimiento por los derechos de las mujeres en los EE. UU., nunca había sido contada.
La directora Unjoo Moon y a la escritora Emma Jensen se inspiraron en las memorias de Reddy, "The Woman I Am".
La actriz australiana Tilda Cobham-Hervey comparte con Helen Reddy tener unos padres artistas, haber estado de niñas entre bastidores de teatros, haber comenzado pronto sus carreras y haberse mudado a Estados Unidos para buscar oportunidades. Tilda tenía 23 años en el rodaje de la película e interpreta a Helen Reddy entre los 25 y 48 años (1966 a 1989).
Unjoo Moon recrea las actuaciones de varias canciones para integrarlas en la historia de Helen Reddy.
También utiliza material de archivo, como la aceptación del Grammy de 1973 por vocalista femenina por “I Am Woman”, en la que intercala a Cobham-Hervey con el famoso discurso en el que "agradece a Dios, porque Ella lo hace todo posible".
La poderosa conexión entre el movimiento de mujeres y la música de Reddy se consolida en la escena final de la película, que muestra a Reddy interpretando "I Am Woman" para una multitud de manifestantes en el National Mall en Washington D. C. en 1989. Con miles de mujeres cantando "I am woman, hear me roar" al unísono, el impacto de Reddy en galvanizar a las mujeres para luchar por la igualdad de derechos es innegable.
Reddy vivió sus últimos años en una residencia en Los Ángeles. Ella y su familia asesoraron a los cineastas en el proyecto. 
Los hijos de Helen Reddy visitaron el rodaje y Tilda se encontró con Helen tras el rodaje. Lily, la nieta de Helen, interpreta la canción "Revolution" en la película.
Moon comentó que sentía una gran responsabilidad hacia Helen para asegurar que la historia se contara con sensibilidad: "Antes de cerrar la película, la productora Rosemary Blight (Goalpost Pictures) y yo sentíamos firmemente que debíamos mostrarle la película a Helen y a su familia. Hicimos una proyección para Helen, su exmarido Jeff Wald y sus dos hijos. Como cineasta, estar en el cine con Helen Reddy fue, y probablemente será, una de las proyecciones más difíciles que tuve que hacer para la película. De repente me di cuenta de que esta es su vida y que ella la estaba viendo a través de mis ojos. Durante la proyección, Helen cantó sus canciones, y cuando lloró, no fue porque estuviera triste por haber hecho la película, sino porque la experiencia le pareció muy conmovedora, y creo que realmente catártica, en cierto modo". 
Helen Reddy falleció un mes después del estreno australiano de la película.
Screen Australia es el principal inversor de la película, junto con Cowlick Entertainment y el organismo artístico Create NSW, con financiación adicional del Goodship Women's Fund, que apoya películas con un fuerte mensaje de cambio social.

## Estreno
La película tuvo su estreno mundial en el Festival Internacional de Cine de Toronto el 5 de septiembre de 2019.
Se mostró en el 24º Festival Internacional de Cine de Busan en Busan, Corea del Sur, en octubre de 2019.
La película fue elegida para inaugurar el décimo Festival Anual de Cine Athena en el Barnard College de la Universidad de Columbia en Nueva York, que celebra a las mujeres, el 27 de febrero de 2020.
El 31 de marzo de 2020 (antes de que se conociera la magnitud de la pandemia de COVID-19 ), se informó que I Am Woman se estrenaría en Australia a través de Transmission Films, en Norteamérica a través de Aqute Media y en otros lugares a través de Metropolitan (Francia), Nos (Portugal), Inopia (España), Videovision (Sudáfrica), Front Row (Oriente Medio), Bliss Media (China), Scene & Sound (Corea del Sur), Ale Kino+ (Polonia), VTI (antigua Yugoslavia), Cineplex (Taiwán), Golden A Entertainment (Tailandia) y Cinesky (aerolíneas).
Las proyecciones de estreno se realizaron en cines de Adelaida (ciudad natal de la protagonista Cobham-Hervey) del 22 al 23 de agosto de 2020, presentadas por el Festival de Cine de Adelaida. Se pudo ver en streaming en toda Australia a través de la plataforma Stan desde el 28 de agosto de 2020.

## Respuesta de la crítica
En julio de 2025 la película tenía una puntuación del 66% basada en 80 críticas en Rotten Tomatoes, donde su crítica consensuada dice:

I Am Woman sticks disappointingly close to standard biopic formula, but Tilda Cobham-Hervey's performance keeps this affectionate, watchable tribute from falling flat.
"I Am Woman" se apega decepcionantemente a la fórmula estándar de las películas biográficas, pero la actuación de Tilda Cobham-Hervey evita que este tributo afectuoso y digno de ver caiga en saco roto.
Rotten Tomatoes

Indiewire declaró que la película "supera a otras del género", mientras que David Rooney, de The Hollywood Reporter, la describió como "entretenida y con un empaque ingenioso" y de "considerable atractivo". Sobre la actuación de Cobham-Hervey, comentó: "Lo crucial es que apoyes de verdad a Helen: que triunfe en primer lugar y que luego supere un matrimonio de pesadilla y salga ilesa. La luminosa Cobham-Hervey te mantiene en la esquina de esta mujer inteligente, pragmática y tranquilamente motivada hasta el final".
El sitio de reseñas de películas de Toronto That Shelf la calificó como "un éxito seguro para el público".
La directora Unjoo Moon recibió el premio Athena Breakthrough en el Festival de Cine de Athena.

## Banda sonora
Goalpost lanzó una banda sonora y Sony Music Australia la distribuyó el 21 de agosto de 2020 (formatos: CD, n.° de cat. 19439761892 y digital). Fue producida por Bry Jones y Michael Tan, y cuenta con la participación de Chelsea Cullen, quien prestó su voz para las canciones de Reddy en la película.
En los ARIA Music Awards de 2020 ganó el premio ARIA a Mejor Banda Sonora Original (Best Original Soundtrack or Musical Theatre Cast Album).

### Lista de canciones
| N.º | Título                         | Escritor(es)                  | Intérprete     | Duración |  |
| 1.  | «I Am Woman»                   | Ray Burton, Helen Reddy       | Chelsea Cullen | 3:41     |  |
| 2.  | «I Don't Know How To Love Him» | Andrew Lloyd Webber, Tim Rice | Chelsea Cullen | 3:20     |  |
| 3.  | «That's All»                   | Alan Brandt, Bob Haymes       | Chelsea Cullen | 4;27     |  |
| 4.  | «Leave Me Alone»               | Linda Laurie                  | Chelsea Cullen | 3:42     |  |
| 5.  | «Delta Dawn»                   | Larry Collins, Alex Harvey    | Chelsea Cullen | 2:50     |  |
| 6.  | «You and Me Against the World» | Kenny Ascher, Paul williams   | Chelsea Cullen | 2:46     |  |
| 7.  | «Angie Baby»                   | Alan O'Day                    | Chelsea Cullen | 3:31     |  |
| 8.  | «Love Song for Jeffrey»        | Peter Allen, Reddy            | Chelsea Cullen | 2:43     |  |
| 9.  | «Ain't No Way to Treat a Lady» | Harriet Schock                | Chesea Cullen  | 3:21     |  |
| 10. | «Revolution»                   | Alex Hope                     | Lily Donat     | 2:51     |  |
| 11. | «I Am Woman (1972 version)»    | Ray Burton, Helen Reddy       | Chelsea Cullen | 3:22     |  |

## Reconocimientos
En los ARIA Music Awards de 2020 ganó el premio ARIA a Mejor Banda Sonora Original (Best Original Soundtrack or Musical Theatre Cast Album).
En los Premios AACTA fue nominada en las siguientes categorías:
| Premios              | Categoría                   | Sujeto              | Resultado |
| -------------------- | --------------------------- | ------------------- | --------- |
| Premios AACTA( 10º ) | Mejor película              | Rosemary Blight     | nominada  |
| Premios AACTA( 10º ) | Mejor película              | Unjoo Moon          | nominada  |
| Premios AACTA( 10º ) | Mejor Actriz                | Tilda Cobham-Hervey | nominada  |
| Premios AACTA( 10º ) | Mejor edición               | Dany Cooper         | nominado  |
| Premios AACTA( 10º ) | Mejor banda sonora original | Rafael May          | nominado  |
| Premios AACTA( 10º ) | Mejor sonido                | Robert Mackenzie    | nominado  |
| Premios AACTA( 10º ) | Mejor sonido                | Ben Osmo            | nominado  |
| Premios AACTA( 10º ) | Mejor sonido                | Pete Smith          | nominado  |
| Premios AACTA( 10º ) | Mejor sonido                | Tara Webb           | nominada  |
| Premios AACTA( 10º ) | Mejor diseño de producción  | Richie Dehne        | nominado  |
| Premios AACTA( 10º ) | Mejor diseño de producción  | Michael Turner      | nominado  |
| Premios AACTA( 10º ) | Mejor diseño de vestuario   | Emily Seresin       | nominada  |
| Premios AACTA( 10º ) | Mejor peinado y maquillaje  | Nikki Gooley        | nominada  |
| Premios AACTA( 10º ) | Mejor peinado y maquillaje  | Cassie O'Brien      | nominada  |
| Premios AACTA( 10º ) | Mejor peinado y maquillaje  | Wendy de Waal       | nominada  |
| Premios AACTA( 10º ) | Mejor casting               | Nikki Barrett       | nominada  |